# Eddie Wittchow
Eddie Wittchow, född 31 oktober 1992 i Burnsville i Minnesota, är en amerikansk professionell ishockeyspelare (back).
Gabriel spelade bl.a. för KooKoo i finska Liiga säsongen 2018/2019.

## Extern länk
- Presentation och statistik för Eddie Wittchow som spelare  på Elite Prospects.